# Eparchie Ispahan

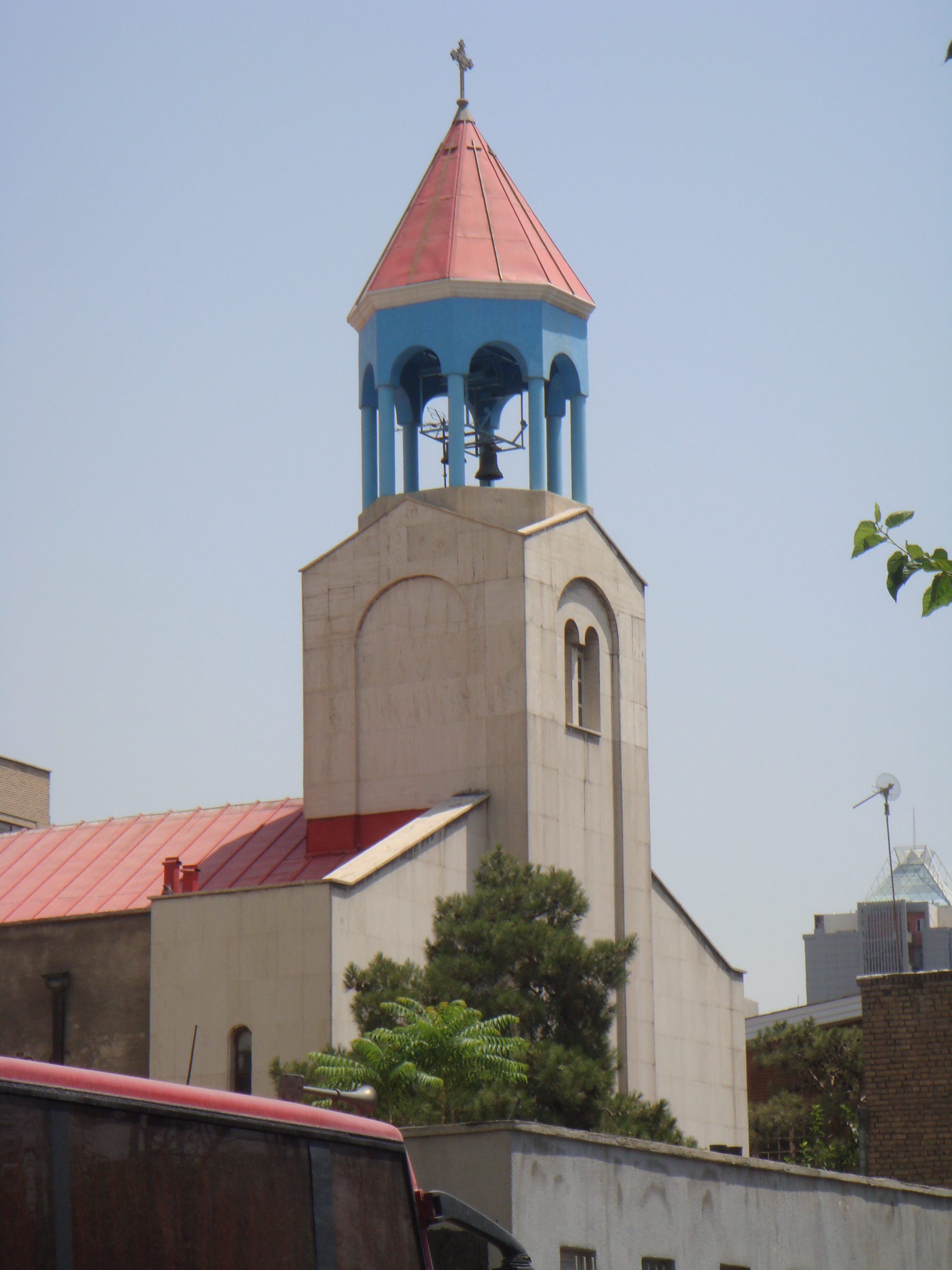
Die armenisch-katholische Kirche in Teheran

Die Eparchie Ispahan (lat.: Eparchia Hispahanensis Armenorum) ist ein Bistum der mit der Römisch-Katholischen Kirche unierten Armenisch-Katholischen Kirche. Das Bistum liegt im Iran und ist nach der Stadt Isfahan benannt.
Am 30. April 1850 begründet, bestand das Bistum 2009 aus einer Pfarrei mit 2 Ordenspriestern und 2 Ordensschwestern. Die Pfarrei ist in Teheran beheimatet und repräsentiert gleichzeitig den Bischofssitz. Sitz ist dem Namen Ispahan zum Trotz in der Teheraner Kirche des Heiligen Gregor des Erleuchters.

## Eparchen
- 1850–1852 Bischof Joannes Derderian
- 1859–1860 Pater Joannes Zadighian
- 1861–0000 Bischof Gregoriius Dabanly (Dabanlian)

- Apostolische Administratoren:
  - 189900000 Patriarch Stephano Bedros X. Azarian
  - 1899–1904 Patriarch Boghos Bedros XI. Emanuelian
  - 1904–1909 Patriarch Boghos Bedros XII. Sabbaghian
  - 1911–1931 Patriarch Boghos Bedros XIII. Terzian
  - 1931–1937 Patriarch Avedis Bedros XIV. Arpiarian

- 1954–1967 Bischof Hovhannes Baptist Apcar
- 1967–1972 Bischof Léonce Tchantayan
- 1972–1999 Bischof Vartan Tekeyan ICPB
- 2000–2005 Bischof Nechan Karakéhéyan ICPB
- 2015–0000 Bischof Sarkis Davidian